# Friedrich Sträßle
Friedrich Sträßle (* 30. November 1863 in Wien; † 18. August 1927 ebenda) war ein österreichischer Journalist.

## Leben
Friedrich Sträßle wurde am 30. November 1863 in Wien geboren und römisch-katholisch getauft. Nach Absolvierung des Gymnasiums studierte er ab 1882 Jurisprudenz an der Universität Wien, wo er 1888 zum Dr. jur. promoviert wurde. Sogleich nach Absolvierung seines Studiums trat er provisorisch in die Redaktion der Wiener Zeitung ein, wo zuvor auch schon sein Vater Josef Sträßle (1830–1894) viele Jahre als Redakteur gearbeitet hatte.
Gegen Ende des Jahres 1890 wurde er ständiges Redaktionsmitglied der „Wiener Zeitung“, zudem war er im Pressedepartement des Ministerratspräsidiums tätig. Alsbald übernahm Sträßle bei der „Wiener Zeitung“ die Redaktion des Amtsblattes. Als die „Wiener Zeitung“ am 8. August 1903 anlässlich ihres 200-jährigen Bestehens eine Jubiläums-Festnummer herausgab, steuerte Sträßle einen Beitrag über das Anzeigewesen des Blatts in seinen Anfängen bei. Im Jahr 1909 rückte er mit der Bestellung von Emil Löbl zum Chefredakteur zu dessen Stellvertreter auf (bereits zuvor hatte er unter der Leitung der Chefredakteure Friedrich Uhl und Eugen Guglia zeitweilig als deren Stellvertreter gewirkt). Löbl überließ ihm fast zur Gänze auch den redaktionellen Teil des Blattes, offenbar um selbst freie Hand für die „Abendpost“ zu bekommen.
Als Löbl 1917 zum Neuen Wiener Tagblatt überwechselte, stieg Sträßle – in der turbulenten Zeit des Ersten Weltkrieges – bei der „Wiener Zeitung“ zum Chefredakteur auf. Obwohl in Wien geboren und erzogen, hatte sich der Sohn einer aus Schwaben eingewanderten Familie den prägnanten Sprachlaut seiner Altvorderen bewahrt, weshalb er in der Redaktion den Spitznamen „wackerer Schwabe“ hatte.
In Sträßles Ära als Chefredakteur der „Wiener Zeitung“ fielen zahlreiche organisatorische und technische Reformen sowie wirtschaftliche Sparmaßnahmen (etwa die Einstellung der Abendausgabe), die vonnöten waren, um den Fortbestand des Blatts in schwerer Zeit zu sichern. Am 31. Jänner 1923 wurde Sträßle als Chefredakteur abberufen. Überraschend hatte er an diesem Tag mit der gewöhnlichen Redaktionspost ein Schreiben des Ministerrates erhalten, in dem ihm – ohne Angabe von Gründen – die sofortige Versetzung in den dauernden Ruhestand mitgeteilt wurde. Im Jahr 1925 stellte er sich als volkswirtschaftlicher Redakteur abermals der „Wiener Zeitung“ zur Verfügung. Am 18. August 1927 verschied er in Wien nach einer zunächst überstandenen Operation, der er sich wegen eines Gallensteinleidens unterzogen hatte.
Sträßle, der auch als Goethe-Experte galt, war ab 1898 Mitglied des Journalisten- und Schriftstellerverbandes „Concordia“. Für seine beruflichen Verdienste wurde er mit einer Anzahl von Auszeichnungen geehrt.

## Auszeichnungen
- 1903: Ritter des Franz Joseph-Ordens[1]
- 1911: Regierungsrat[1]
- kaiserlicher Rat[1]
- 1920: Hofrat[1]
- 1927: Silbernes Ehrenzeichen für Verdienste um die Republik Österreich[1]

## Schriften
- Das Anzeigewesen der Wiener Zeitung in seinen Anfängen. In: Jubiläums-Festnummer der kaiserlichen Wiener Zeitung (Beilage zur kaiserlichen Wiener Zeitung), 8. August 1903, S. 18–22.